# IBM 519

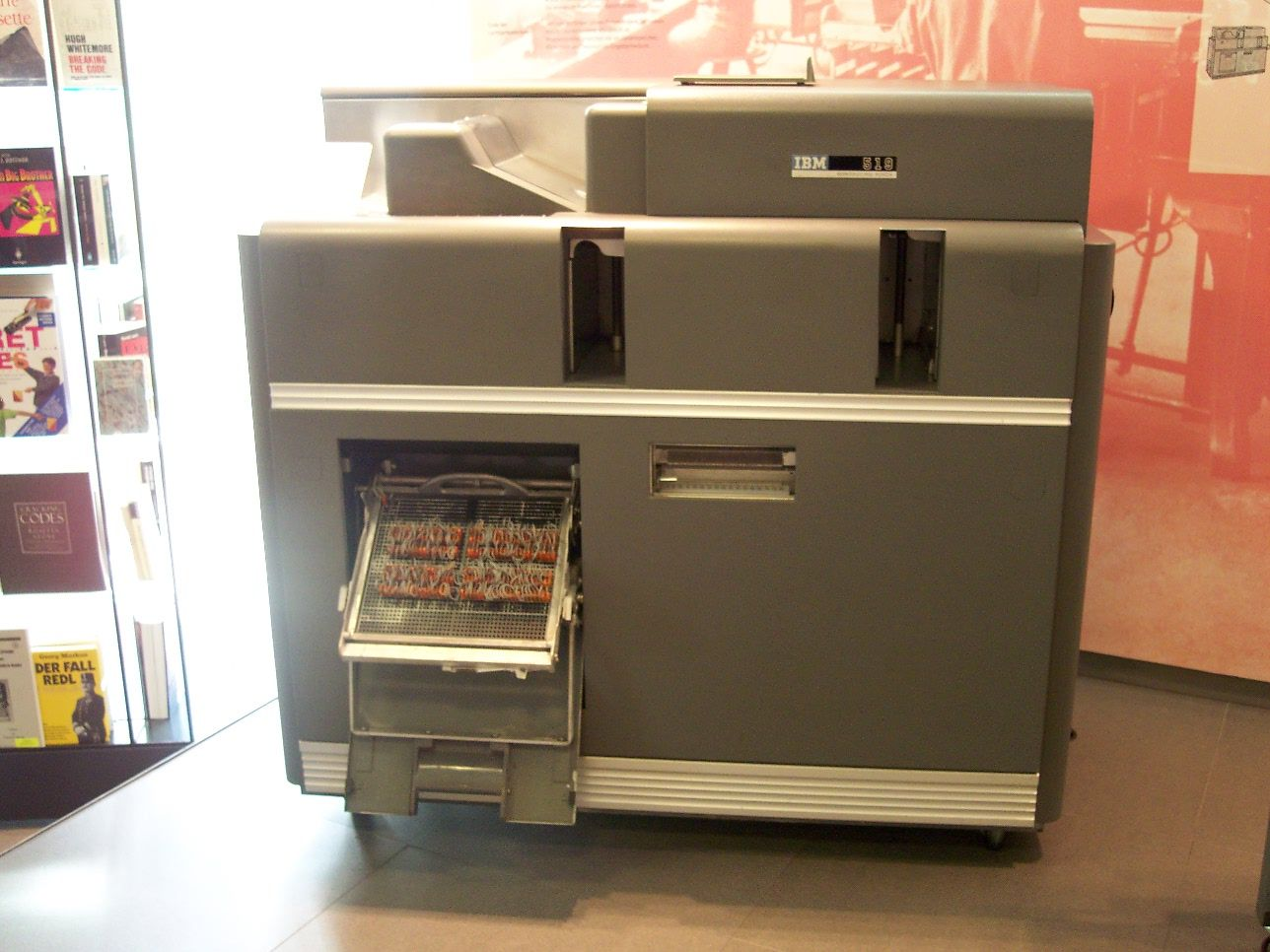
IBM 519 з відкритою комутаційною панеллю управління (під час роботи її закривають)

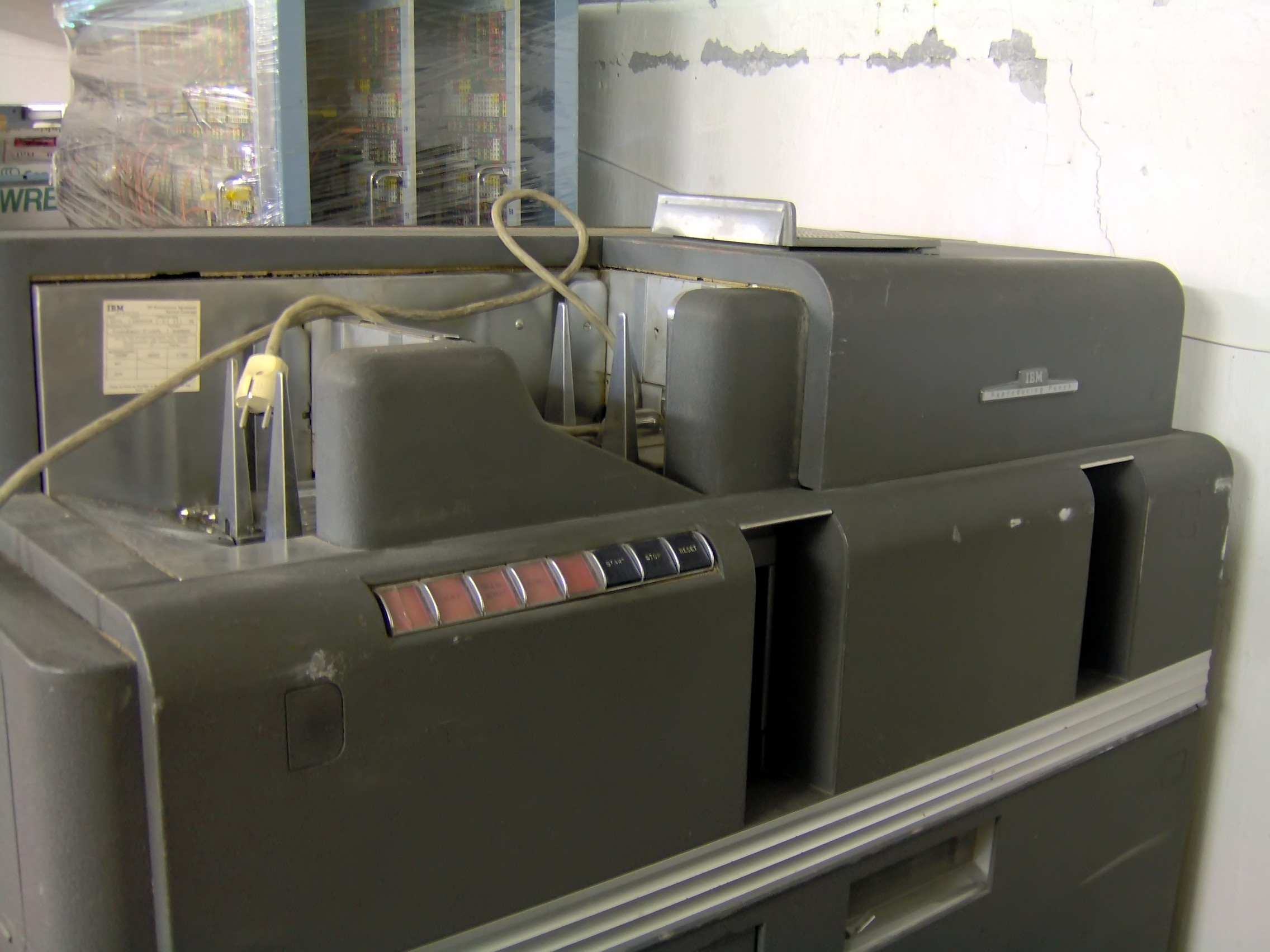
Вид з іншого ракурсу 519

IBM 519 — репродуктор перфокарт (англ. Reproducing Punch), пристрій для копіювання (репродукції) карт, розроблений компанією IBM в 1946 році. Пристрій був останнім у серії одиничних записних машин (після IBM 513 та IBM 514), які були призначені для автоматизованої підготовки перфокарт. IBM 519 міг:
- відтворювати всю або частину інформації на набір карт
- "Gangpunch" — тиражування умовно-постіної інформації з майстер-картки
- друкувати до восьми розрядів на кінці карти
- порівнювати дві колоди карт
- виконувати сумарне перфорування інформації, наданої приєднаним табулятором
- "mark sensing" — відтворення маркованої олівцем карти, що дозволяло оператору вручну ввести дані, які мають бути нанесені на відперфоровані картки.
- підраховувати число карт підряд (додаткова функція)

Ця машина опрацьовувала 100 карт на хвилину. Дії IBM 519 були керовані знімною комутаційною панеллю управління.
Відтворення, "gangpunching", сумарне перфорування, і порівняльні особливості IBM 519 дуже схожі на IBM 513 та IBM 514.

## Зовнішні посилання
- Колумбійський університет обчислювальної історії: IBM Відтворювачі перфокарт [Архівовано 15 травня 2011 у Wayback Machine.].